# Kässbohrer Geländefahrzeug
Die Kässbohrer Geländefahrzeug AG mit Sitz in Laupheim produziert und vertreibt weltweit Pistenpflegefahrzeuge und Strandreinigungsgeräte unter den Marken PistenBully und BeachTech. Sie ist in beiden Produktsegmenten Weltmarktführer.

## Unternehmen
Das Unternehmen Kässbohrer Geländefahrzeug AG wurde 1994 in Form eines Management-Buy-Outs aus dem ehemaligen Kässbohrer Konzern herausgelöst. Von 1998 bis 2015 war das Unternehmen an der Börse notiert. Die Kässbohrer Geländefahrzeug AG ist ein führender Hersteller von Geräten für die Präparierung von Skipisten. Weitere, weniger bedeutende Geschäftsbereiche sind die Herstellung von Strandreinigungsgeräten. Außerdem handelt Kässbohrer auch mit Gebrauchtgeräten.
Im Geschäftsjahr 2021 betrug der Konzernumsatz rund 457 Millionen Euro. Das Unternehmen beschäftigt 1.486 Mitarbeiter.

## Produkte

### PistenBully

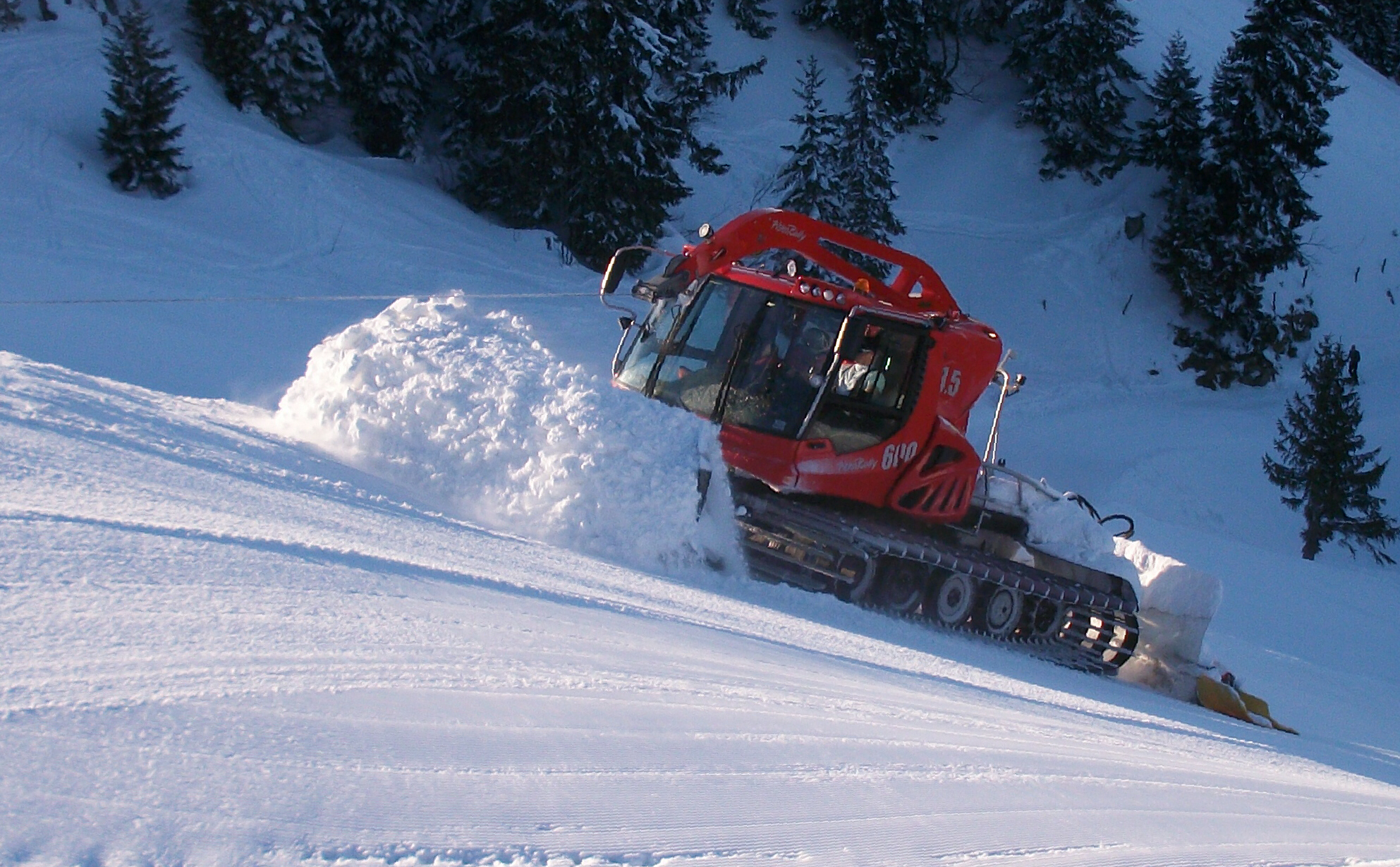
Kässbohrer PistenBully PB 600 W SCR

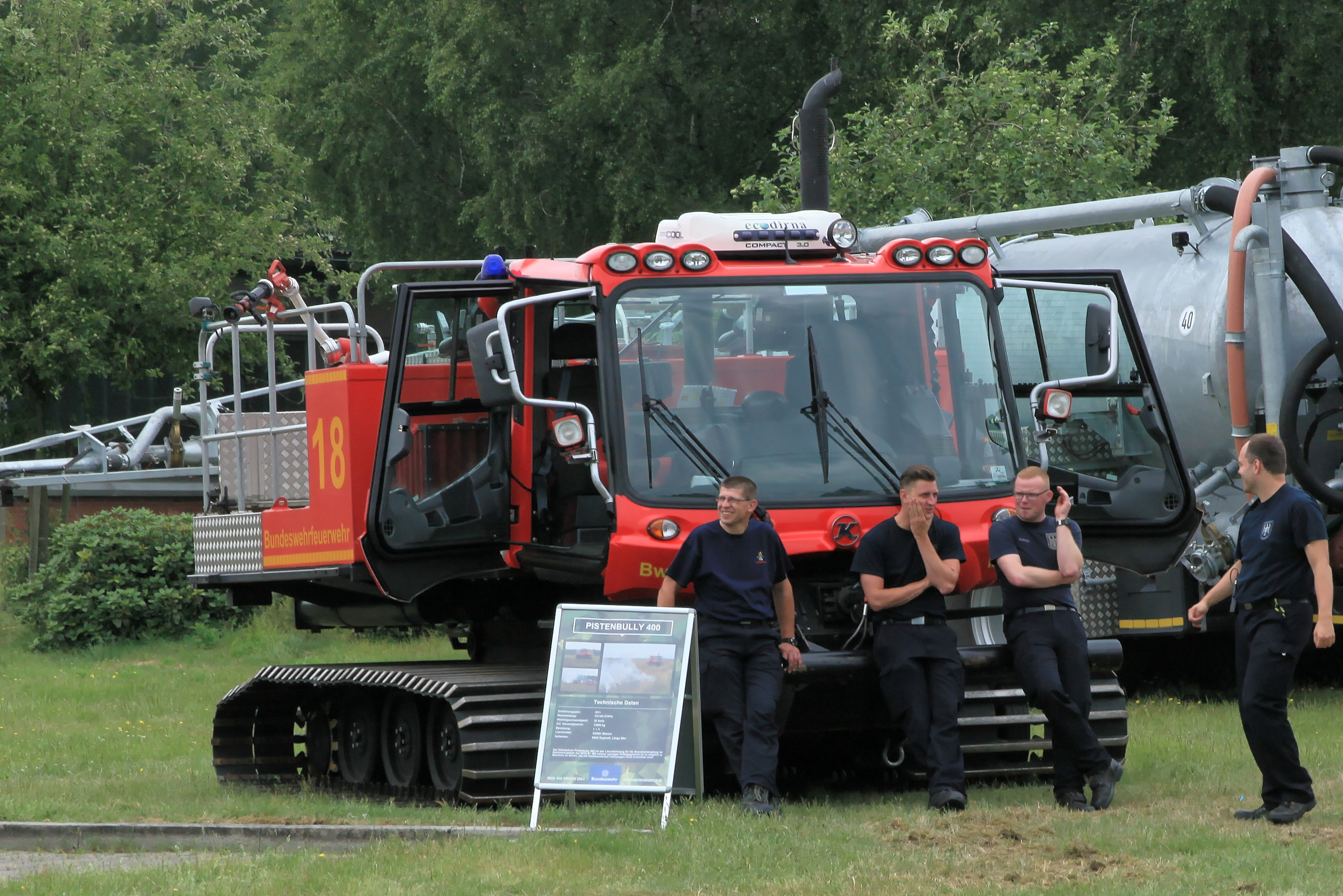
Feuerlöschraupe Pistenbully 400 W

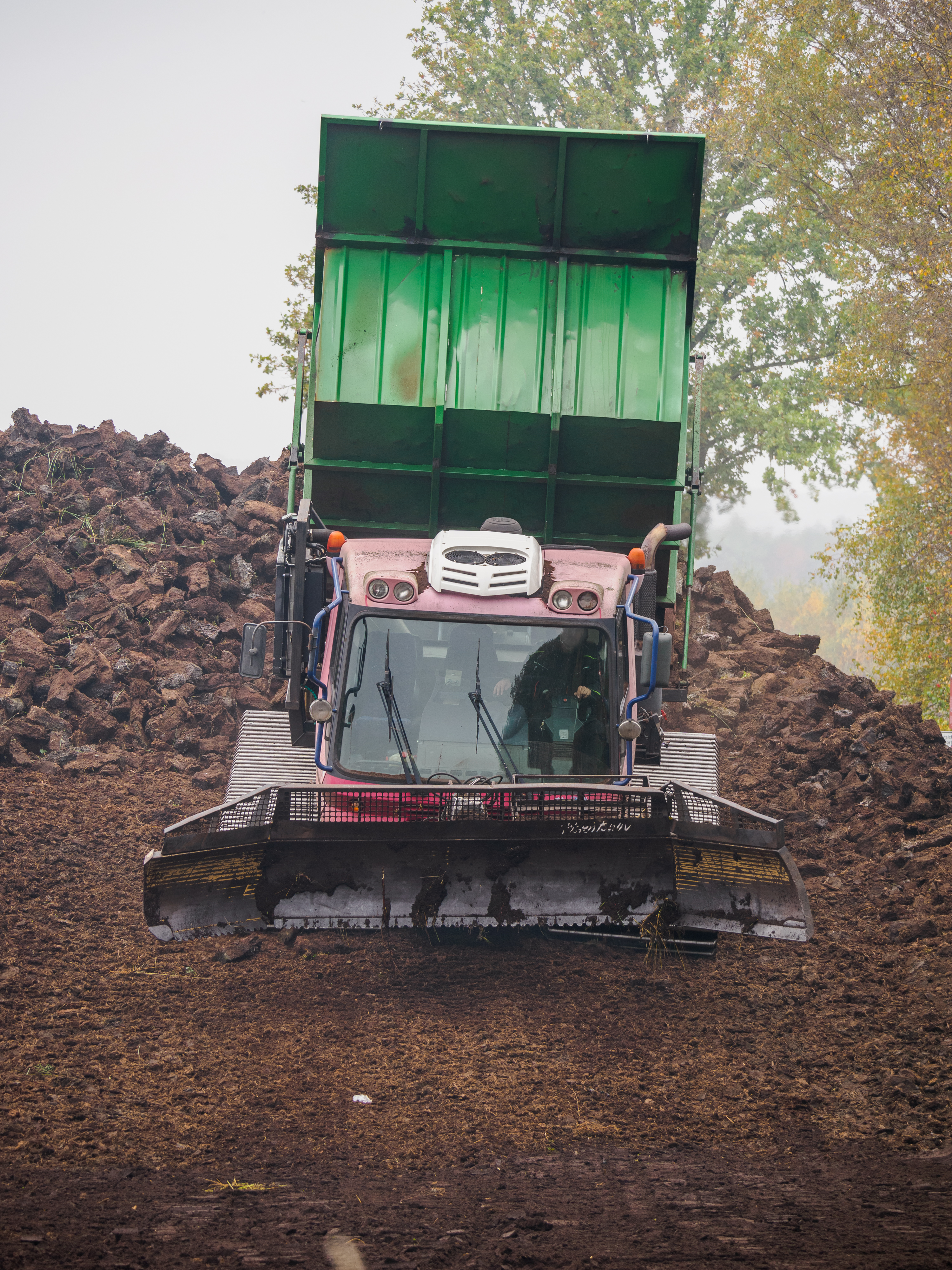
PistenBully als Torftransporter im Moor

Das mit einem Umsatzanteil von mehr als 90 Prozent wesentliche Geschäftsfeld ist die Entwicklung, Herstellung sowie der Vertrieb und Service von kettengetriebenen Geländefahrzeugen zur Präparierung von Skipisten und Loipen. Kässbohrer führt auf dem Markt für Skipistenfahrzeuge, wo es einen Anteil zwischen 65 und 70 % innehat. Mit den Pistenraupen der Marke PistenBully erreicht die Firma einen Weltmarktanteil von über 50 %.
Das Unternehmen geht zurück auf die Ulmer Kässbohrer Fahrzeugwerke. Dort wurde der erste PistenBully 1969 hergestellt. Bei der Auflösung des Kässbohrer-Konzerns wurde dieser profitable Bereich Mitte der 1990er Jahre ausgegliedert. 1998 wurde das 10.000ste Fahrzeug ausgeliefert, 2007 wurde mit der  Keiteleen Latukone Oy ein bekannter Hersteller von Loipenmaschinen übernommen.
bis 2009 liefen insgesamt über 17.000 Fahrzeuge vom Band, 2014 waren es bereits 20.000.
Das Unternehmen verkaufte 2009/2010 640 PistenBullys. Geliefert wurde bisher in 68 Staaten, darunter 2009/2010 erstmals nach Aserbaidschan.

#### Feuerwehrfahrzeug
Zwei gebrauchte Pistenbullys wurden für die Brandbekämpfung im autofreien Ortsteil Oberlech der Gemeinde Lech am Arlberg umgebaut. 1987 war dies ein gebrauchter PistenBully 145, der selbst umgebaut und bis 2018 im Einsatz war. 2007 versah der Vorarlberger Feuerwehrfahrzeugaufbauer Marte einen gebrauchten Pistenbully 300 mit einem Feuerwehr-Spezialaufbau, der seitdem als Überschnee-Löschfahrzeug eingesetzt wird.
Für die Bundeswehrfeuerwehr wurden zwei auf dem Pistenbully 400 W basierende Feuerlöschraupen gebaut, die auf dem Schießplatz Meppen in Moorlandschaften eingesetzt werden.

### BeachTech

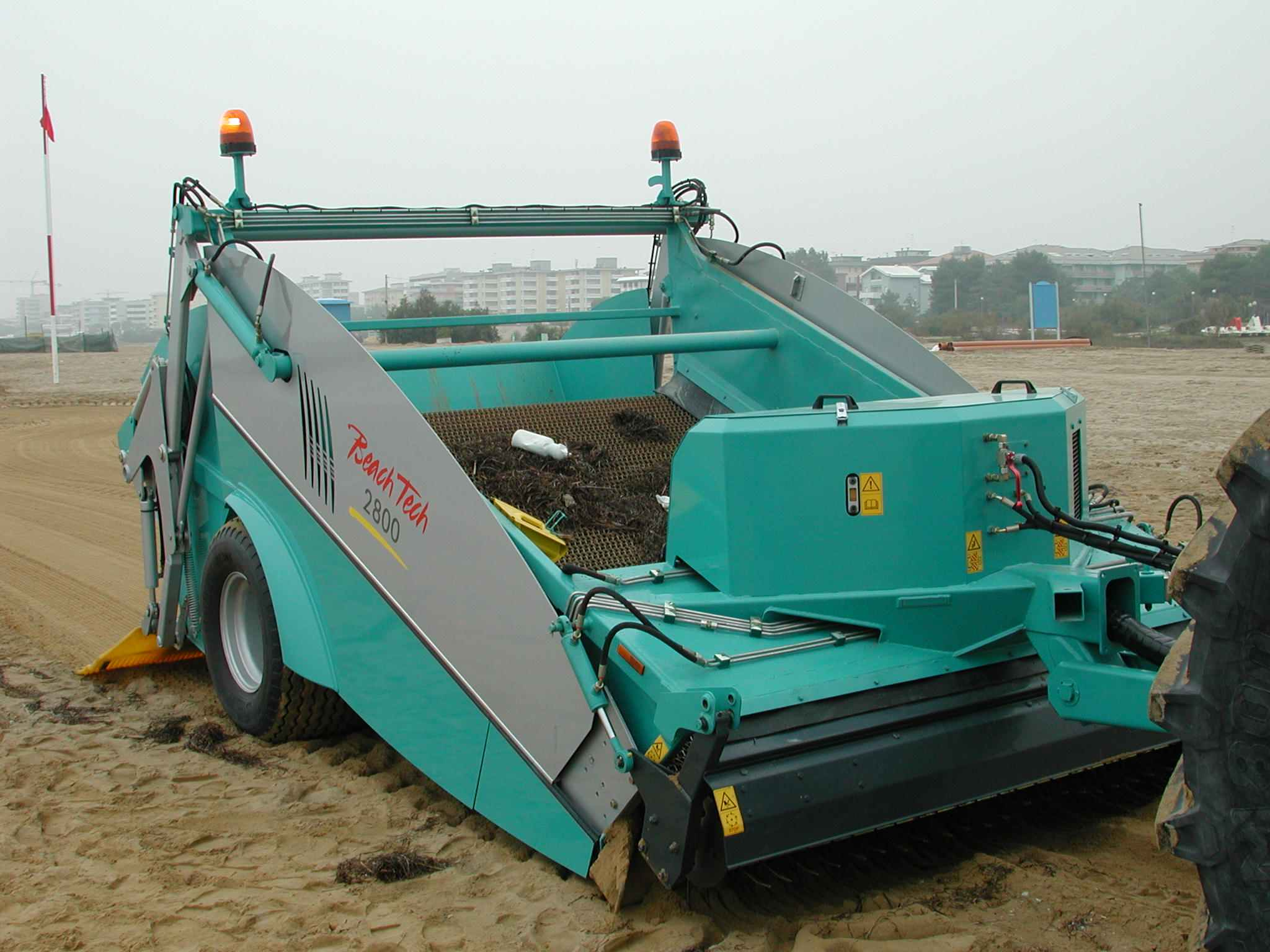
Kässbohrer BeachTech 2800

BeachTech ist seit 1991 ein eigenständiger Produktbereich für Strandreinigungsgeräte. Mittlerweile ist die BeachTech-Technologie mit einem Marktanteil von weltweit über 50 % im Sektor Strandreinigung führend. Fünf Modelle mit unterschiedlichen Arbeitsbreiten und Sammelvolumen werden angeboten und vornehmlich von Gemeinden, Hotels und Dienstleistungsunternehmen für verschiedene Strandgrößen, Verschmutzungs- und Sandarten genutzt. 2017 wurde das ebenfalls in diesem Bereich tätige US-amerikanische Unternehmen Cherrington Inc. übernommen.
Strandreinigungsgeräte sind im Einsatz, um die verschiedensten Arten von Müll von den Stränden zu entfernen. Es handelt sich dabei um vom Meer angespülte Objekte wie z. B. Seegras, Treibgut, Muscheln, aber auch um Abfälle, welche von der Schifffahrt ins Meer entsorgt und angeschwemmt werden sowie die Hinterlassenschaften der Strandbesucher. Auch bei Umweltverunreinigungen wie Ölkatastrophen wird BeachTech eingesetzt, um die Strände von Teerklumpen zu befreien. So ließ BP nach der Ölpest im Golf von Mexiko 2010 30 Fahrzeuge aus Laupheim einfliegen.
BeachTech reinigt nach patentiertem Konzept aus Rechen-, Sieb- und Mixtechnik unterschiedlichste Arten von Sand. Dieses System bietet die Möglichkeit, von einer Reinigungstechnik in die andere zu wechseln oder beide gleichzeitig anzuwenden. Dies kann der Fahrer je nach Bedarf, d. h. Sandbedingungen, individuell wählen. Auch sehr kleine Schmutzpartikel wie Zigarettenstummel, Glasscherben, Dosenverschlüsse und Seegras können so entfernt werden. Der schmutzige Sand wird in einem Arbeitsgang durchgekämmt, Verunreinigungen ausgesiebt und in einen integrierten Sammelbehälter befördert. Die Entladung erfolgt dann an geeigneter Stelle am Strand oder direkt in ein Transportbehältnis.

### PowerBully, früher Flexmobil
Mit der Marke Flexmobil trat die Aktiengesellschaft ab 1983 auf dem Nischenmarkt der Sonderfahrzeuge für Arbeits- und Transporteinsätze in unwegsamem Gelände auf.
Seit der Übernahme des amerikanischen Herstellers Soft track supply im Jahr 2014 bietet das Unternehmen Sonderfahrzeuge für Arbeits- und Transporteinsätze in unwegsamem Gelände unter dem Namen PowerBully an.

## Eigentümer
Die Familie Merckle hält über die LuMe Vermögensverwaltung GmbH 89,1 % der Aktien, seitdem sie im Juli 2006 den Anteil der Kreissparkasse Biberach in Höhe von 37,5 Prozent übernommen hat. 10,9 Prozent der Aktien befinden sich im Streubesitz. Adolf Merckle war seit dem 1. November 1999 Mitglied und seit dem 19. November 1999 Stellvertretender Vorsitzender des Aufsichtsrats. Vorsitzender bis zum Januar 2009 war sein Sohn Ludwig Merckle. 2015 fand ein Squeeze-out statt, und das Unternehmen wurde nach Abfindung der Kleinanleger von der Börse genommen.